# Denklingen (Reichshof)

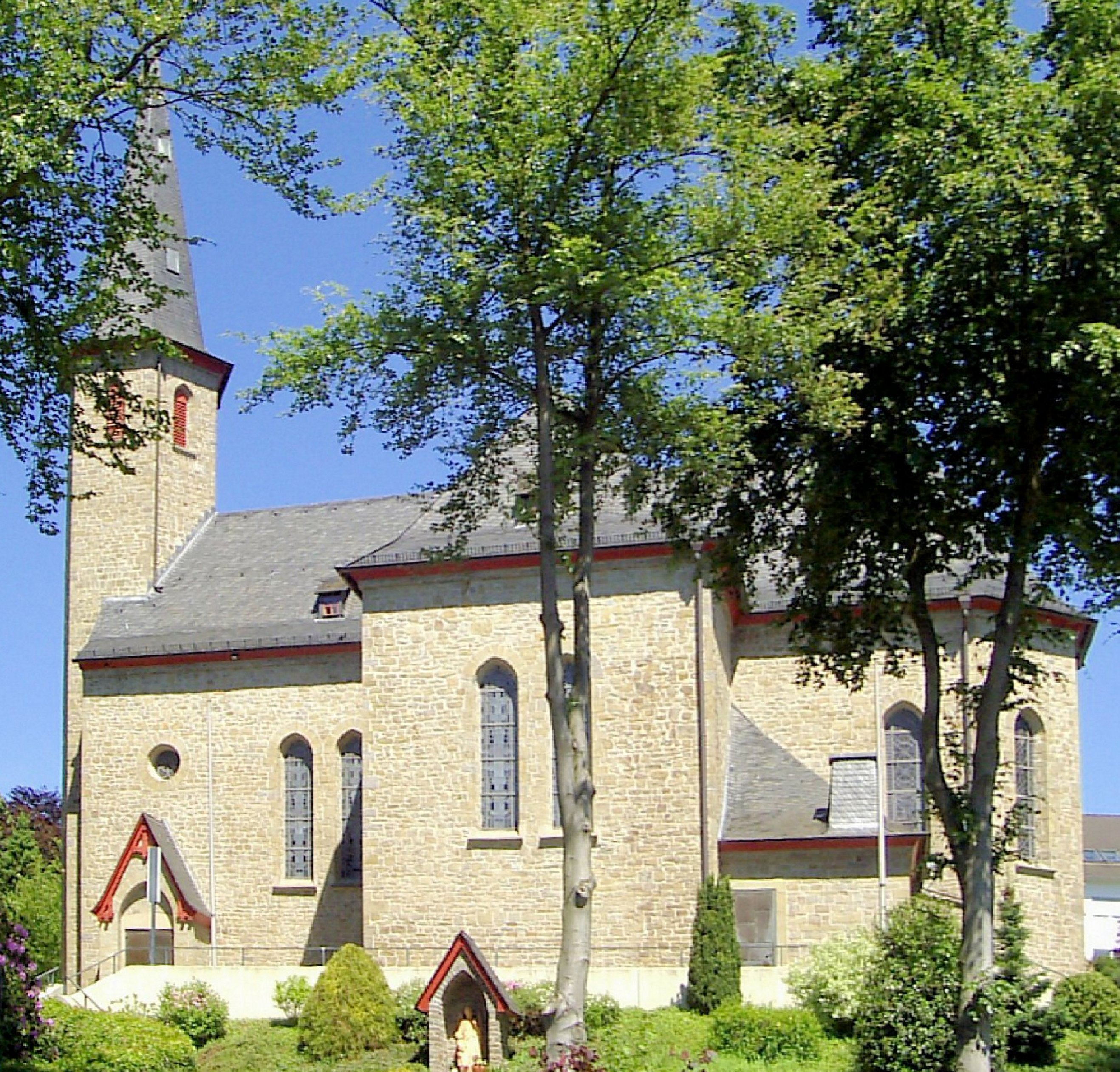
Katholische Kirche St. Antonius in Denklingen

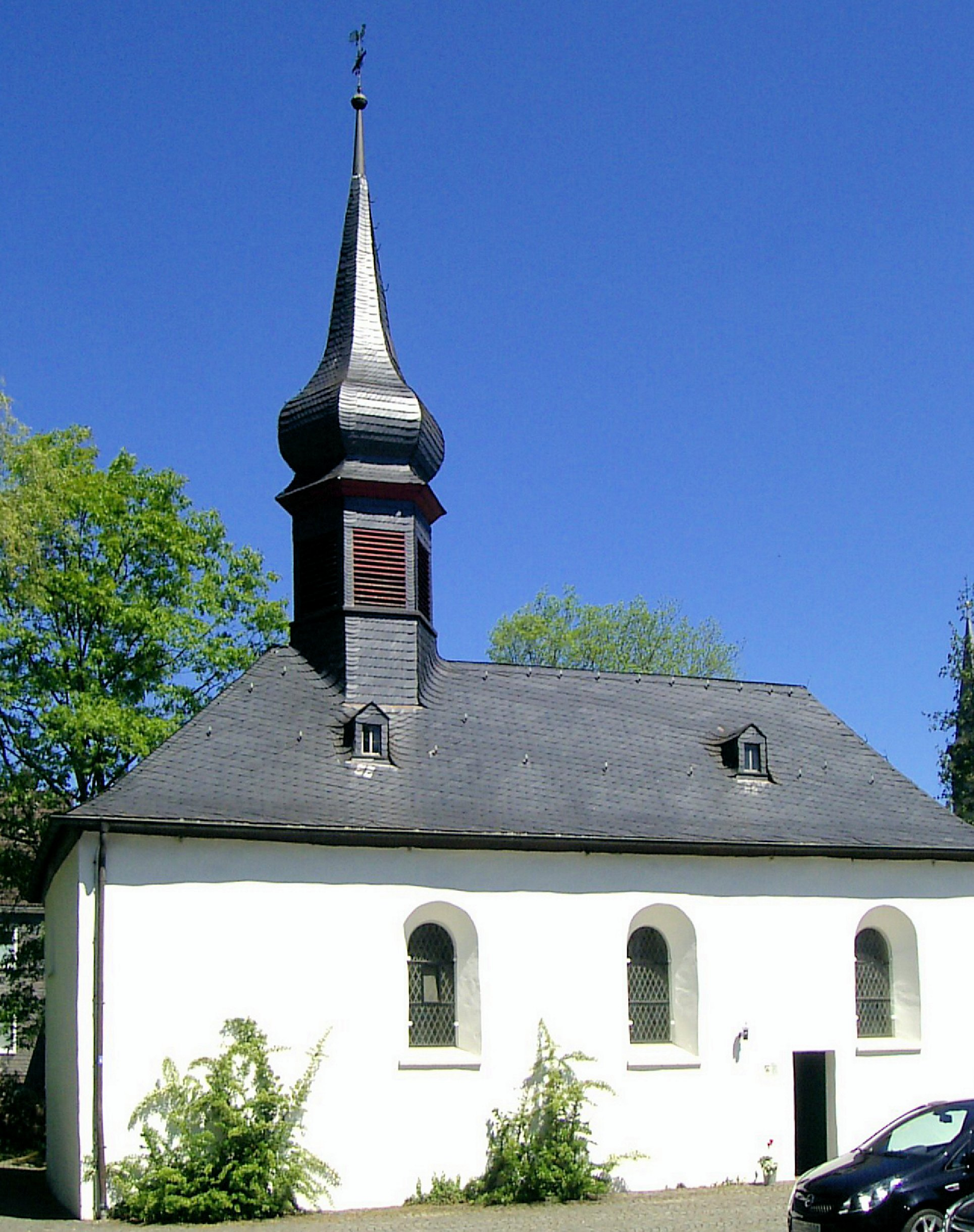
St. Antonius-Kapelle, gehört heute zur evangelischen Kirchengemeinde

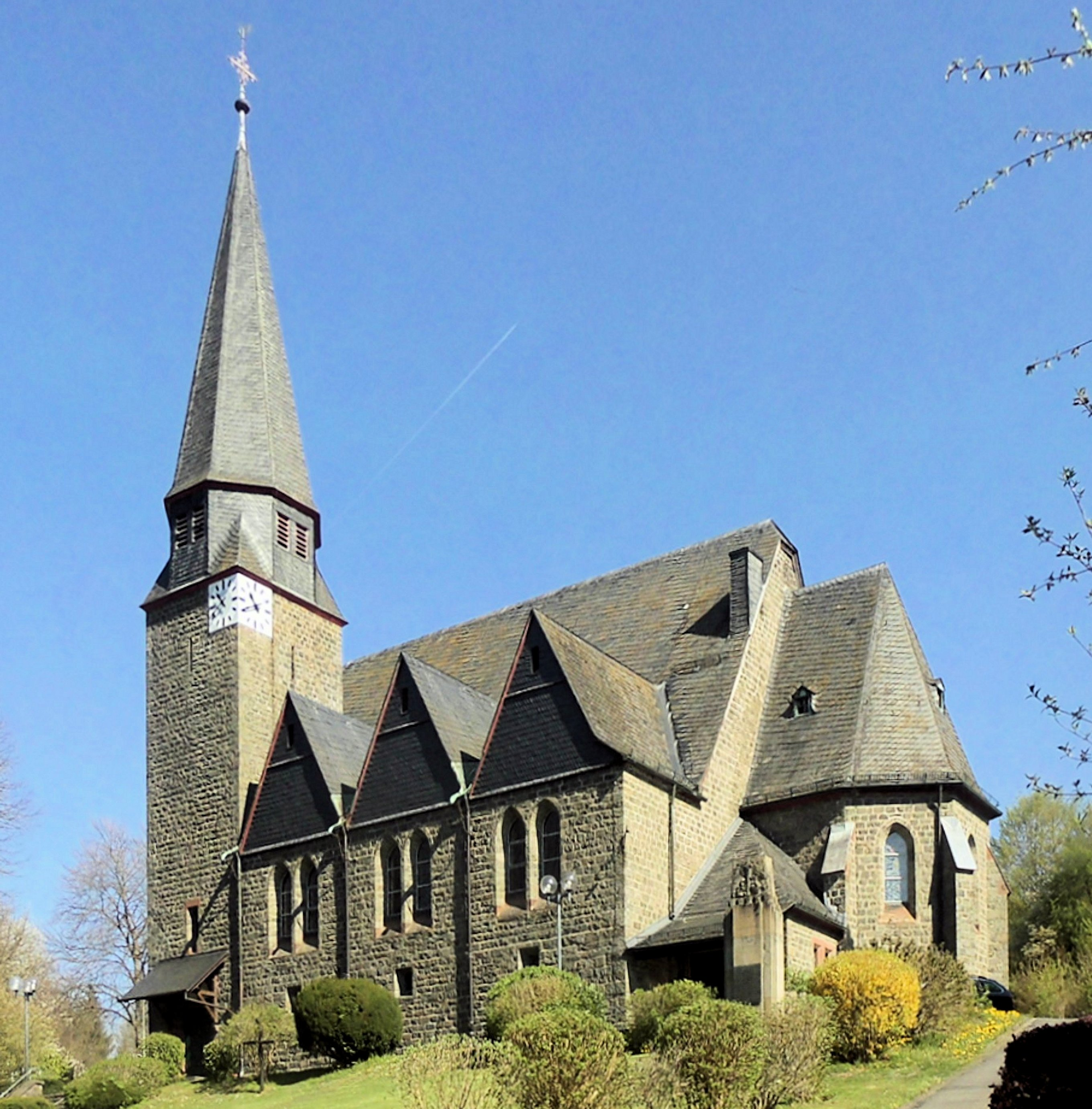
Evangelische Kirche Denklingen

Denklingen ist eine von 106 Ortschaften, aus denen die Gemeinde Reichshof im nordrhein-westfälischen Regierungsbezirk Köln in Deutschland besteht.

## Lage und Beschreibung
Denklingen liegt südlich der Wiehltalsperre, die nächstgelegenen Zentren sind Gummersbach (20 km nordwestlich), Köln (50 km westlich), Olpe (26 km nordöstlich) und Siegen (34 km südöstlich).

## Geschichte
1404 wurde der Ort das erste Mal urkundlich erwähnt und zwar in dem Dokument: „Bei einer Sühne zwischen dem Herzog v. Berg und dem Grafen v. Sayn wird der Bau zu Dencklyngen genannt.“
Denklingen war wohl seit dem frühen 19. Jahrhundert selbständige Gemeinde. Am 15. März 1806 wurde aus dem Herzogtum Berg unter Einbeziehung weiterer Gebiete das Großherzogtum Berg geschaffen. Neue Verwaltungsbezirke (Arrondissements) traten an die Stelle der alten Amtsverfassung. Diese wurden in Mairien (Bürgermeistereien) aufgeteilt. Im Kanton Waldbröl des Arrondissements Siegen im Département Sieg wurden dabei unter anderem die beiden Mairien Denklingen und Eckenhagen eingerichtet.
Die napoleonische Regierung griff überall ordnend ein und schaffte insbesondere die Leibeigenschaft ab. Die Leibeigenen erhielten alle bürgerlichen Rechte und das Ackerland als volles Eigentum (Code Napoléon vom 1. Januar 1810 – gültig bis 1900). Diesen Rechten standen allerdings Anordnungen gegenüber, die mancherlei Erschwernisse, Schikanen und finanzielle Lasten mit sich brachten.
Die beiden Bürgermeistereien Eckenhagen und Denklingen wurden zunächst in Personalunion geführt. Seit dem 11. Juli 1811 lag die Leitung in den Händen des Bürgermeisters (Maire) Chr. Mittelacher mit dem Sitz in Hüngringhausen, später in Denklingen – im alten Renteigebäude. Sein Vorgänger war Gottlich Braun. Das älteste Schriftstück des Eckenhagener Bürgermeisteramtes vom 21. Dezember 1809 ist eine an ihn gerichtete Verfügung des Freiherrn von Preuschen in Dillenburg, Kreis Siegen, durch den Justizrat Dr. Böttger.
Es war wohl ein Jubeltag, als König Friedrich Wilhelm III. von Preußen durch Patent vom 5. April 1815 auf der Grundlage des Beschlusses der Wiener Konferenz vom Großherzogtum Berg Besitz ergriff. Zunächst wurden alle französischen Bezeichnungen für die Verwaltungskörperschaften und Bezirke beseitigt. So wurden Departements zu Regierungsbezirken, Arrondissements zu Kreisen, Munizipalräte zu Gemeinde- oder Stadträten und der Maire wurde durch den Bürgermeister ersetzt. Die beiden Bürgermeistereien Denklingen und Eckenhagen kamen 1816 zum neuen Kreis Waldbröl.
Die gemeinsame Verwaltung der beiden Bürgermeistereien dauerte bis zum 13. August 1830. Dann erfolgte die Trennung. Bürgermeister von Denklingen wurde der oben erwähnte Chr. Mittelacher, der das Amt bis zum 31. Juli 1856 ausübte. Diese Trennung der Bürgermeistereien hielt bis 1899 an. Ab 1. Mai gab es erneut eine gemeinsame Verwaltung der beiden Bürgermeistereien, jedoch mit getrenntem Gemeindehaushalt. Diese Union aber sollte nicht von langer Dauer sein, am 31. März 1907 war sie beendet.
Die Volkszählung vom 1. Dezember 1910 ergab, dass die Gemeinde Denklingen bei einer Flächengröße von 4940 ha und 59 Ortschaften mit 783 bewohnten und 24 unbewohnten Wohnstätten 4495 Einwohner hatte. Sie war seit 1885 um 1025 oder 29,53 % gestiegen. Von den Bewohnern waren 3770 evangelisch, 567 katholisch und 158 anderer oder ohne Konfession.
Die Volkszählung vom 29. Oktober 1946 erbrachte dann eine Einwohnerzahl von 5828, davon 2499 männlich und 3329 weiblich. Diese Entwicklung war auch geprägt durch die Verluste der beiden Weltkriege sowie Vertreibung, Flucht und ausgebombte Städter, die hier Aufnahme gefunden hatten. Die Einwohnerzahl der Gemeinde stieg zum 31. Dezember 1962 auf 6903. Somit eine Steigerung um 58,1 % im Vergleich zum Jahr 1939 und von 12,9 % im Vergleich zum Jahr 1950.
Die Selbständigkeit der Gemeinde Denklingen endete am 1. Juli 1969 im Zuge der Gebietsreform in Nordrhein-Westfalen. Denklingen wurde mit Eckenhagen zur neuen Gemeinde Reichshof vereinigt. Kleine Gebiete der Gemeinden Lieberhausen, Nümbrecht, Waldbröl und Wiehl kamen hinzu. Das neue Rathaus wurde in Denklingen errichtet.
| Jahr      | 1946 | 1991 | 2001 | 2005 | 2006 | 2008 | 2013 | 2017 | 2018 | 2019 | 2020 | 2021 |
| --------- | ---- | ---- | ---- | ---- | ---- | ---- | ---- | ---- | ---- | ---- | ---- | ---- |
| Einwohner | 812  | 1495 | 2127 | 2232 | 2177 | 2154 | 2029 | 2022 | 2079 | 2010 | 1986 | 2039 |

### Wappen
| Wappen der ehemaligen Gemeinde Denklingen, Oberbergischer Kreis | Blasonierung: „In Silber (Weiß) über blauem Schildfuß ein silbernes (weißes) Gebäude mit rotem gebrochenen Walmdach, schwarzen spitzen Dachgauben sowie drei schwarzen Kaminen; im rechten Obereck ein goldener (gelber) beblätterter Ast mit einem Apfel, im linken Obereck eine goldene (gelbe) Pflugschar.“ |
| Wappen der ehemaligen Gemeinde Denklingen, Oberbergischer Kreis | Wappenbegründung: Das von Wolfgang Pagenstecher entworfene Wappen wurde am 21. Juni 1937 vom Oberpräsidenten der Rheinprovinz genehmigt. Es zeigt das ehemalige Amtshaus, einen zweigeschossigen Bruchsteinbau welcher im Kern aus dem 15. und 16. Jahrhundert stammt. Der blaue Schildfuß verweist auf den Asbach. Der Apelzweig und die Pflugschar stehen für den Obstanbau und die Landwirtschaft in der Gemeinde. |

## Die Burg
Ursprünglich scheint Denklingen alter saynscher Gerichtssitz gewesen zu sein. Es gab bereits im 14. Jahrhundert in Denklingen ein Schloss, das die Grafen von Berg im Besitz hatten. In der Sühne vom 9. Juli 1404 zwischen Jungherzog Adolf von Berg und Johann von Loon, Herrn von Heinsberg und Löwenburg sowie Junggraf Gerhard von Sayn, Herrn zu Freusburg und Homburg (worin auch Herzog Wilhelm von Berg, Graf Johann von Sayn und der Herzog von Burgund eingeschlossen sein sollen) findet ein Vergleich wegen des von ihnen gemeinsam in Denklingen errichteten Baues statt.

„Vortine alsulge buwe, as zu Dencklyngen gebuwet is, davan is oeverkomen, dat man dairby die kunde brengen sall, ind vunde man in der kunden, dat des yet up deill uns Gerhart joncgreven van Seyne gebuwet were, dat sall man affbrechen of man sall uns joncgreven dat myt vruntschaffen vurunthalden“

Johann von Gimborn stellt am 23. Februar 1413 (tags nach Peter), einen Revers aus, dass er das Haus Denklingen, welches ihm der Herzog Adolf von Berg nebst den Leuten im Kirchspiel Drolshagen auf Lebenszeit in Besitz gegeben hat, jenem zum Offenhaus gemacht habe. Diese Einrichtung der damaligen Zeit verdankt ihre Entstehung dem Lehnswesen. Altfreie Besitzer befestigter Burgen sahen sich meistens im 14. Jahrhundert genötigt, diese mit „zugehörigen Hintersassen“ – Leuten – den emporkommenden benachbarten Grafen und Herzögen zum Offenhaus „Castrum ligium“ zu erklären. So konnten diese sich ihrer jederzeit gegen Feinde bedienen, wogegen die Besitzer in Schutz und Schirm genommen wurden.
Am 24. August 1423 wird Engelbert von Scheidt, genannt Weschpfenning, mit der Burg Denklingen belehnt.
In einer Urkunde vom 1. September 1433, nach welcher Herzog Adolf mit dem Landgrafen Ludwig von Hessen ein Bündnis schließt, dass u. a. Denklingen diesem Offenhaus sein soll, spricht Adolf von „unserem Slosse“. Am 29. November 1435 verpfändet Herzog Adolf Schloss und Amt Windeck und Denklingen an den Amtmann Wilhelm von Nesselrode.
Eine Urkunde vom 6. Dezember 1473 besagt, dass Windeck mit Denklingen in den Besitz Bertram zu Ehrenstein kommt.
Unter bergischer Verwaltung ist über die Geschichte der Burg wohl nichts bekannt. Das ändert sich mit dem Siegburger Vertrag im Jahre 1604. Am 2. Dezember d. J. findet die gegenseitige Übergabe der ausgewechselten Gebiete und Leute, sowie die Huldigung der neuen Untertanen in der Nähe von Heisterstock bei Winterborn (Gemeinde Nümbrecht) auf freiem Felde statt. Der Adel der nunmehr bergischen Kirchspiele Morsbach und Waldbröl wurde auf den 11. März 1605 zur Huldigung auf die Burg in Denklingen beschieden, um dem Herzog als Landesherren den Untertaneneid zu leisten.
Das heutige, im 16.–18. Jahrhundert entstandene Burggebäude, war eine Wasserburg, die Burggräben gespeist durch Asbach, Sterzenbach und Hermesdorf-Bach. Der zweistöckige, verputzte massive Bruchsteinbau, stammt zum Teil aus dem 15.–16. Jahrhundert. Später wurde er mehrfach umgebaut. So sind im 17.–18. Jahrhundert die meisten Fensteröffnungen verändert worden. An der Nordseite befindet sich ein Inschriftenstein mit den Worten „Anno Domini 1582“. Der zweigeschossige Torbau an der Ostseite wurde 1698 errichtet.
Nach der vollständigen Zerstörung der Feste Windeck durch die Franzosen im Jahre 1672 wurde die Amtsverwaltung in die Denklinger Burg verlegt. Da hier auch der Rentmeister seinen Sitz hatte, wurde sie Rentei genannt.

## Bekanntester Bürger
Das Elternhaus von August Dresbach (1894–1968), später Landrat und Bundestagsabgeordneter des Oberbergischen Kreises, steht in Ohlhagen. Hier wuchs er auf. Sechs Jahre lang besuchte er die Schule in Ohlhagen, anschließend die Höhere Schule (Gymnasium) in Gummersbach.

## Sonstige Gebäude
Sehenswert ist das denkmalgeschützte Ehemalige Amtshaus Denklingen.
Am Orts- und Waldrand liegt das größte Gebäude von Denklingen, die Seniorenresidenz „Am Burgberg“. Der Schlossartige Bau
wurde 1911 als Genesungsheim erbaut. In den 1960er bis 1990er Jahren war in der historischen Anlage das „Burgberg Internat“, ein Ableger vom Internat Aggersee.

## Verkehr

### Radwege
Von Denklingen aus startet eine der vier themengebundene Fahrradtouren der Gemeinde Reichshof.
Tour de Denklingen
Mit 450 zu überwindenden Höhenmetern ist sie eine der leichteren Routen. Zum Teil sind jedoch Steigungen mit über 10 % zu bewältigen.
Ausgangspunkt Rathaus Denklingen
| Routen-Name        | Wegzeichen | Fahrstrecke | Weglänge |
| Tour de Denklingen |            | Heseln – Brüchermühle – Heischeid – Sotterbach – Heienbach Remperg – Auf der Hardt – Rölefeld – Eiershagen – Denklingen | 23 km    |

### Öffentlicher Nahverkehr
Am 9. Dezember 2018 begann die Umsetzung des neuen Nahverkehrsplans des Oberbergischen Kreises. Der Busverkehr im Südkreis wurde grundlegend neu geordnet und vertaktet. Seit dem 9. Dezember 2018 verkehren zwei Primärlinien durch Denklingen und verbinden den Hauptort der Gemeinde mit vielen Nebenorten, sowie den Nachbargemeinden Waldbröl, Morsbach, Wiehl, sowie der Kreisstadt Gummersbach.
| Linie | Linienverlauf                                                           | Takt (Mo–Fr)    | Takt (Sa)       | Takt (So)       |
| ----- | ----------------------------------------------------------------------- | --------------- | --------------- | --------------- |
| 303   | Waldbröl – Denklingen – Eckenhagen – Derschlag – Gummersbach            | 60 Min.         | 60–120 Min.     | 60–120 Min.     |
| 304   | Morsbach – Denklingen – Wiehl – Bielstein – Dieringhausen – Gummersbach | 60 Min.         | 120 Min.        | 120 Min.        |
| BB    | Bürgerbus Reichshof: Denklingen Rathaus – Wiehl (nur mittwochs)         | nur Einzelfahrt | nur Einzelfahrt | nur Einzelfahrt |
| BB    | Bürgerbus Reichshof: Denklingen – Eckenhagen – Denklingen (samstags)    | nur Einzelfahrt | nur Einzelfahrt | nur Einzelfahrt |

In Denklingen befinden sich die Haltestellen Denklingen (Linie 303), Morsbacher Straße (Linie 304) und Denklingen Rathaus (Linie 303 und 304).
Wiehltalbahn:
Denklingen liegt an der zurzeit im Tourismus- und Güterverkehr bedienten Wiehltalbahn. Zurzeit findet Zugverkehr aber nur von und bis Wiehl statt.

## Schulen und Bildungseinrichtungen
- Gemeinschaftsgrundschule Denklingen, Hermann-Löns Weg
- Katholischer Kindergarten, Mühlenhardt
- DRK-Kindergarten Morgenstern, Im Asbachpark
- „Zwergenmütter“-Kindertagespflege, Hauptstraße

## Veranstaltungen
- Tour de Denklingen – 23 km Fahrrad-Tour, Start am Rathaus in Denklingen
- Basar der evang. Kirchengemeinde und des CVJMs in Denklingen alle 2 Jahre am evang. Gemeindehaus
- Jedes Jahr zu Pfingsten findet der Oberbergische Töpfermarkt auf dem historischen Burghof statt. Dort stellen Künstler aus ganz Deutschland sowie Holland und Belgien ihre Werke aus.